# أناشيد الإثم والبراءة (كتاب)
كتاب أناشيد الإثم والبراءة هو كتاب من تأليف الدكتور مصطفى محمود تحدث فيه عن حقيقة الحب إلى الجمال الزائل والحياة الفانيه. ومن السعادة الكاذبة إلى ماهو أسمى من الغضب والحقد والغلّو الشهوة وإلى جهاد النفس وليغير نظرتك السطحية للدنيا ليفهمك معنى السعادة الحقيقة ويدخلك في نفسية المرأة، يعمق نظرتك للحب وينصحك بأن لا تكون من أهل النار.

## مقتطفات من الكتاب
- “يارب سألتك باسمك الرحيم أن تنقذني من عيني فلا تريني الأشياء إلا بعينك أنت . وتنقذني من يدي فلا تأخذني بيدي .. بل بيدك أنت تجمعني بهما على من أحب عند موقع رضاك ... فهناك الحب الحق .”
- “يارب استحلفتك بضعفي وقوتك، وأقسمت عليك بعجزي واقتدارك .. إلا جعلت لي مخرجاً من ظلمتي إلى نوري .. ومن نوري إلى نورك .. سبحانك لا إله إلا أنت”
- “لا يوجد وهم يبدو كأنه حقيقة مثل الحب.. ولا حقيقة نتعامل معها وكأنها الوهم مثل الموت”
- “الله يأخذ بقدر ما يعطي ويعوض بقدر ما يحرم وييسّر ما يعسّر .. و لو دخل كلٌّ منا قلب الاَخر لأشفق عليه ولرأي عدل الموازين الباطنية برغم اختلال الموازين الظاهريه .. و لما شعر بحقد ولا بزهو ولا بغرور …”
- “فكلما عظمت الأهداف .. طال الطريق”
- “إلهي .. ارزقنا .. خوفك ضع الموت بين أعيننا . فلا شئ يستحق البكاء سوى الحرمان منك ولا حزن بجق إلا الحزن عليك .. باطل الأباطيل وقبض الريح كل شئ إلا وجهك . أنت الحق . وأنت ما نرى من جمال حيثما تطلعت عين أو استمعت أذن أو حلّق الخيال . لا إلّه إلا أنت. سبحانك . إنى كنت من الظالمين .”
- “من مات وفي نفسه شهوة لم يغلبها فقد مات وللنار فيه نصيب .”
- “لو دخل كل منا قلب الأخر لأشفق عليه ولرأى عدل الموازين الباطنية برغم اختلال الموازين الظاهريه ولما شعر بحسد ولا بحقد ولا بزهو ولا بغرور”
- “المشكلة في الحب أن يصادف الرجل المناسب المرأة المناسبة …”
- “تسألنى ما الذي أحببته فيك، ، سوف تعجب إذا قلت لك إنها تجاعيد جبينك والخطوط الغائرة في خديك وذلك الحزن القديم في صوتك والإرهاق المستمر في عينيك وتلك الخطى المكدودة والكلام القليل والشرود و الصمت الحائر”
- “المرأة كالدنيا فيها تقلبات الفصول الأربعة …”
- “لا تنم على غلّ ولا تصبحَ على شهوة ولا تسع إلى طمع ولا تسابق إلى سلطة وإنما اجعل همك واهتمامك في الخير والبر و الحق والصدق، والمروءة و المعونة قاصدا وجه ربك على الدوام”
- “مأساة الزمن أنه لا توجد فيه لحظة تتكرر مرتين .. و إنما هو نهر دائم الجريان يتغير فيه الماء باستمرار وبلا توقف …”
- “ربنا ما أتيت الذنوب جرأة مني عليك ولا تطاولاً مني علي أمرك وإنما ضعفاً وقصوراً حينما غلبني ترابي وغلبتني طينتي وغشيتني ظلمتي …”
- “لا شيء يستحق البكاء سوى الحرمان منك ولا حزن بحق الا الحزن عليك”
- “الحب ريح الجنة، أما ما نراه في الأفلام فهو نفث الجحيم. الحب سر من أعمق أسرار رحمته ولا ينتهي في الحب كلام.”
- “من ليس به تعلق بشيء لا ينتحر لشيء”
- “فالله يأخذ بقدر ما يعطي ويعوض بقدر ما يحرم وييسر بقدر ما يعسر.. ولو دخل كل منا قلب الآخر لأشفق عليه ولرأى عدل الموازين الباطنية برغم اختلال الموازين الظاهرية.”
- “العذاب ليس له طبقة وإنما هو قاسم مشترك بين الكل .. يتجرع منه كل واحد كأساً وافيةً ثم في النهاية تتساوي الكؤوس برغم اختلاف المناظر وتباين الدرجات والهيئات …”

## وصلات خارجية
- فيديو حلقات الدكتور مصطفى محمود.
- مدونة الدكتور مصطفى محمود.
- "كان نائماً في سكينة تامة لم يستيقظ منها": ابنة مصطفى محمود لـ"العربية.نت": العالم الكبير رحل في هدوءو العربية نتو 31 أكتوبر 2009.
- صفحة مصطفى محمود على موقع أبجد
- صفحة اقتباسات مصطفى محمود على موقع أبجد
- صفحة باسم الدكتور رائعة على الفيس بوك
- الفيلم الوثائقي العالم والايمان على اليوتيوب
- محمود تحميل كتب الدكتور مصطفى محمود كاملة pdf